# Piazza Nolana

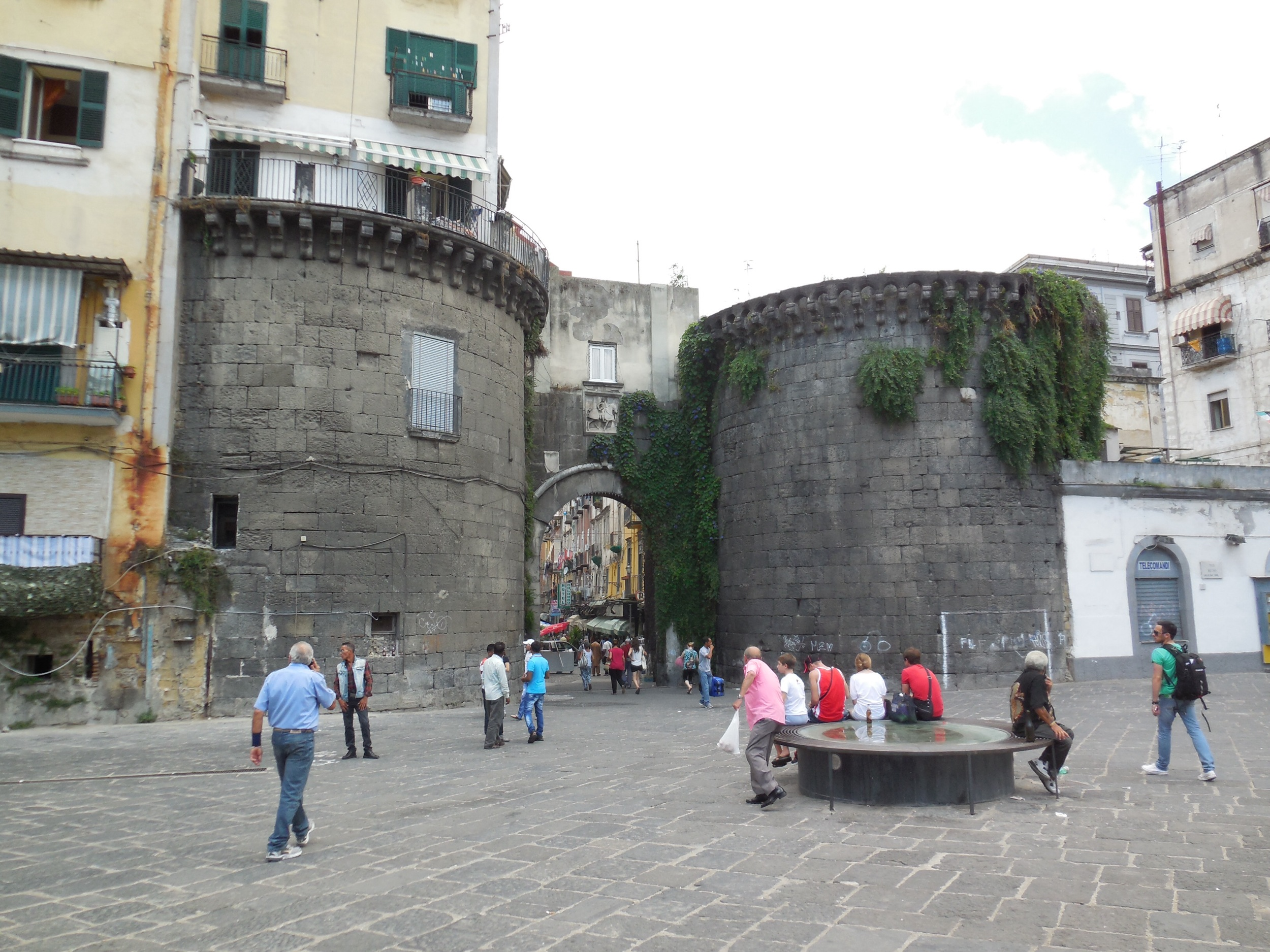
Vue de la place.

La piazza Nolana (place de Nole) est une place du centre historique de Naples. Elle doit son nom à la porta Nolana (porte de Nole). Le palazzo dei Telefoni et l'église Santi Cosma e Damiano a Porta Nolana donnent sur cette place.

## Histoire et description
Cette place est demeurée dans un état dégradé pendant des années jusqu'à devenir un parking à ciel ouvert. Enfin en 2010, elle a été aménagée en espace piétonnier. On a découvert pendant les travaux une rue antique enfouie. Elle fut utilisée par les habitants de Nole pour secourir Neapolis et Paleopolis assiégées puis conquises par les Romains en 328 av. J.-C., guidés par le consul Quintus Publilius Philo.